# Glatter Schleimkopf
Der Glatte Schleimkopf (Beryx mollis) ist eine Art aus der Familie der Schleimköpfe. Der japanische Ichthyologe Tokiharu Abe (1911–1996) beschrieb 1959 diesen marinen Knochenfisch als dritte Art In der Gattung Beryx. Er nannte sie Beryx mollis (lat. mollis = weich), weil ihr Fleisch „weich“ sei.

## Merkmale
Der Glatte Schleimkopf hat keine Polster an der Innenseite der Schuppen wie die beiden anderen Arten, Beryx decadactylus und Beryx splendens – die Schuppen stehen daher nicht ab, so dass im Japanischen die Art sogar als „Ballon-Schleimkopf“ (日本語, fusen-kinme) bezeichnet wird, trotz der auch hier gegebenen kompressen Körperform. Langleinenfischer berichten aber auch, dass Beryx mollis (Physoclist?) beim Emporholen zur Trommelsucht neigt – also ein weiterer Grund für den Trivialnamen.
Die Augen sind sehr groß, die Iris hell. Die Haut ist karmesinrot, an den Seiten silbrig. Der Fisch wird bis 30 cm groß. Wichtige Unterscheidungsmerkmale dieser Art sind (aus der Flossenformel) die D IV/12–13, und die Zahl der Pylorusschläuche: (5 bis) ca. 20.

## Vorkommen
Der Glatte Schleimkopf lebt benthopelagisch in 100–500 m Tiefe. Sein Vorkommen ist bisher gesichert von Japan bis Neukaledonien im Pazifik und im West-Indik (Jemen).
Abe ging davon aus, dass die aus Madeira im Atlantik beschriebenen anderen Arten nicht den so benannten, um Japan vorkommenden Arten entsprechen. Auf Grund verschiedener morphologischer und meristischer Details vermutete er weitere, neu zu beschreibende Arten. Dies wird bisher weder von Nelson (2006), noch von Eschmeyer (2009) akzeptiert – hingegen gilt B. mollis als valid. Genetische Untersuchungen stützen diese Auffassung.

## Weblink
Glatter Schleimkopf auf Fishbase.org (englisch)